# Lex (starożytny Rzym)
Lex (łac., l.mn. leges) – termin określający zazwyczaj ustawę będącą źródłem prawa w okresie starożytnego Rzymu lub w znaczeniu ogólnym ustawę (akt autorstwa ustawodawcy) jako przeciwieństwo prawa (ius, ogółu norm prawnych, opartych na zasadzie słuszności, których respektowanie jest obowiązkiem każdego prawodawcy). Pojęcia lex używano też w trzech znaczeniach:

## Ustawa
Lex była aktem prawnym w starożytnym Rzymie, zwłaszcza w okresie republikańskim, ustanowionym przez kompetentny organ prawodawczy, głównie przez komicjum centurialne, podjęta na wniosek urzędnika je zwołującego. Stała ona najwyżej w hierarchii norm prawnych i dlatego uchylona mogła być tylko przez inną ustawę lub poprzez długie niestosowanie w praktyce (desuetudo).
Ustawy (leges) najczęściej nosiły nazwy swoich wnioskodawców (od nazwiska rodowego – nomen gentilicum) np. lex Hortensia od Kwintusa Hortensjusza.
W czasach Augusta, czyli w początkowym okresie pryncypatu wydano jeszcze sporo ustaw, jednak stopniowo działalność ustawodawcza, tak jak i rola zgromadzeń ludowych malała. Ostatnia znana nam ustawa to lex agraria z 96 roku uchwalona w czasach Nerwy.

## Uchwała concilii plebis
W szerszym sensie lex to także od 287 roku p.n.e. uchwała concilii plebis (plebiscita), kiedy to na mocy legis Hortensiae nadano jej moc ogólnie obowiązującą.

## Konstytucja cesarska
Od czasów końca pryncypatu nazwę tę przyjęły konstytucje wydawane przez cesarzy rzymskich.